# Splash Cars
Splash Cars je česká akční závodní videohra, kterou vytvořilo studio Craneballs. Hra vyšla v roce 2015 pro iOS a Android. Studio Paper Bunker vytvořilo a vydalo port hry pro osobní počítače se systémy macOS a Windows. Ve spolupráci s hongkongskou společností eastasiasoft vyvinulo konzolové verze titulu, pro Nintendo Switch, PlayStation 4, PlayStation 5, Xbox One a Xbox Series X a Series S, které byly vydány 9. března 2022.

## Hratelnost
Hráč ovládá autíčko, které vrací světu barvy. Každá úroveň je zasazená do městečka, kde hráč jezdí se svým autíčkem, a to vypouští barvy. Když těsně projede kolem nějakého objektu, tak mu vrátí barvu. V plnění cíle však hráči brání policejní vozidla, která jej honí. Hráč si musí také dávat pozor na ukazatel paliva. To si může doplnit zelenými kanystry, jež lze najít po levelech. Vedle toho lze nalézt různé power-upy a mince, za které je možné koupit nová vozidla či vylepšení.

## Přijetí
| Agregátor  | Skóre        |
| ---------- | ------------ |
| Metacritic | 76/100 (iOS) |

| Udělil      | Skóre  |
| ----------- | ------ |
| Gamezebo    | 70/100 |
| TouchArcade | [ 10 ] |